# Giussago
Giussago est une commune italienne de la province de Pavie, dans la région Lombardie.

## Administration
| Période                                  | Période | Identité | Étiquette | Qualité |
| ---------------------------------------- | ------- | -------- | --------- | ------- |
|                                          |         |          |           |         |
| Les données manquantes sont à compléter. |         |          |           |         |

### Communes limitrophes
Borgarello, Bornasco, Casarile, Certosa di Pavia, Lacchiarella, Rognano, San Genesio ed Uniti, Vellezzo Bellini, Zeccone.